# 南スラヴ語群

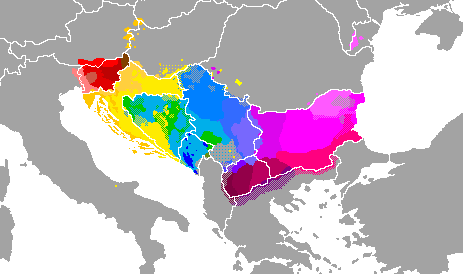
南スラヴ語群

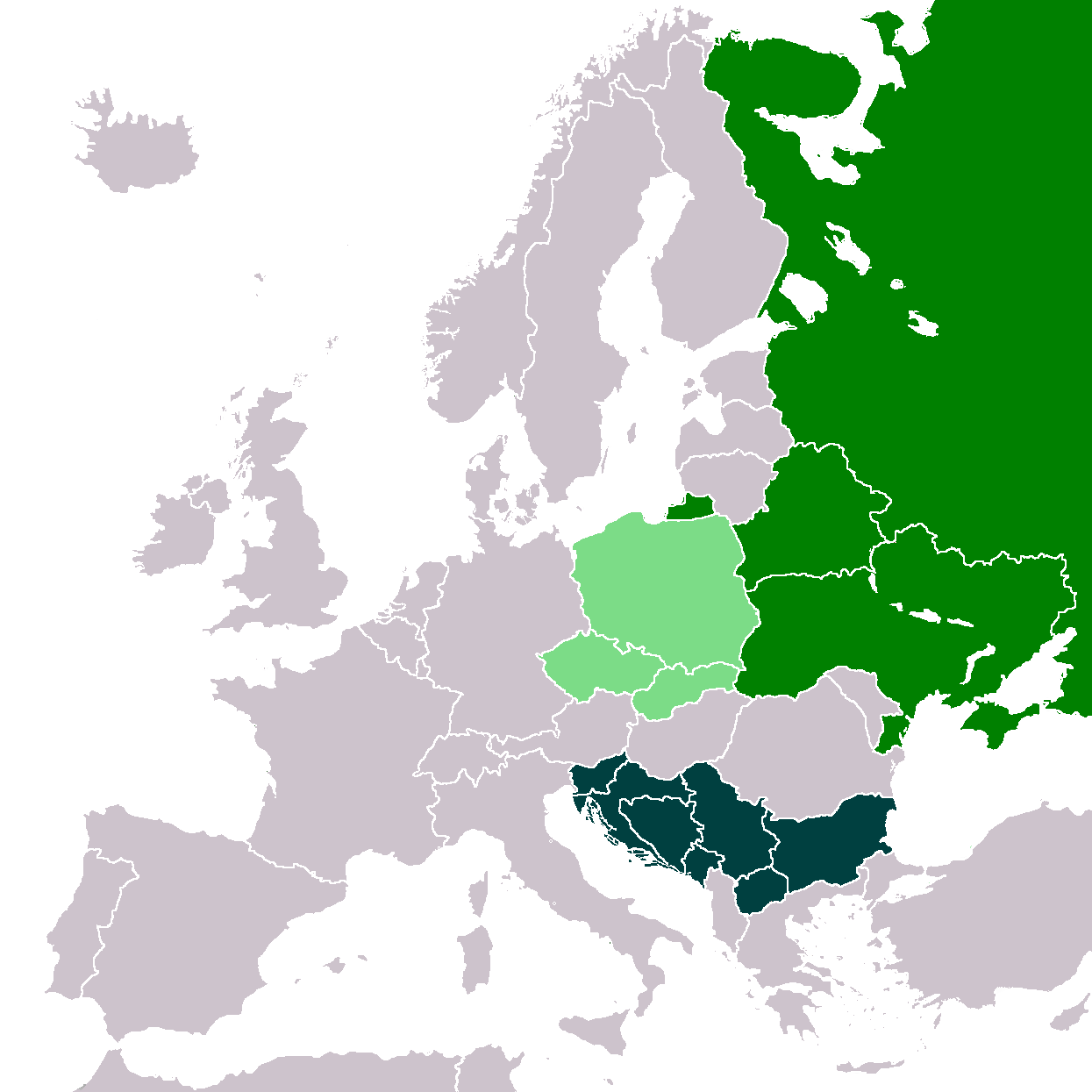
西スラヴ語が公用語の国
東スラヴ語が公用語の国
南スラヴ語が公用語の国

南スラヴ語群（みなみスラヴごぐん、South Slavic languages）は、スラヴ語派に属する3つの語群の1つである。
主にバルカン半島で話されており、コソボを除く旧ユーゴスラビア諸国とブルガリアでは多数派となっている他、コソボやアルバニア、ギリシャ、ルーマニア、トルコ、オーストリアなどにもこの語群に属する言語の話者が少数派として伝統的に居住している。
バルカン半島で話される非スラヴ言語のルーマニア語、アルバニア語、ギリシャ語、トルコ語とは系統関係はないが、言語が互いに影響しあうバルカン言語連合を形成する。

## 概要
南スラヴ語群は、一般には西南スラヴ語群（スロベニア語、セルボ・クロアチア語）と東南スラヴ語群（ブルガリア語、マケドニア語）の二つのグループに分けられる。ただし、実際には南スラヴ語群は全体としてひとつの方言連続体を形成しており、各々の言語や言語グループの間に明確な境界があるわけではない。
スロベニア語とマケドニア語・ブルガリア語の中間に位置するセルボ・クロアチア語には、カイ方言、チャ方言、シュト方言、トルラク方言の四つの主要な方言グループがあるが、このうちカイ方言はスロベニア語とチャ方言の中間に位置する言語であり、トルラク方言はシュト方言とマケドニア語・ブルガリア語の中間に位置する言語である。
南スラヴ語群は古代教会スラヴ語の基礎となった言語であり、東スラヴ語群や西スラヴ語群にもさまざまな影響を及ぼした。

## 言語
- 西南スラヴ語群
  - スロベニア語
  - スロベニア語とセルボ・クロアチア語の遷移方言
    - セルボ・クロアチア語カイ方言（クロアチア語）

  - セルボ・クロアチア語
    - チャ方言（クロアチア語）
    - シュト方言
      - 古シュト方言
        - コソボ＝レサヴァ方言（セルビア語）
        - ゼタ＝南サンジャク方言（セルビア語、ボスニア語、モンテネグロ語）
        - スラヴォニア方言（クロアチア語）
        - 東ボスニア方言（クロアチア語、ボスニア語）

      - 新シュト方言
        - シュマディヤ＝ヴォイヴォディナ方言（セルビア語）
        - ダルマチア＝ボスニア方言（クロアチア語、ボスニア語）
        - 東ヘルツェゴビナ方言（セルビア語、クロアチア語、ボスニア語、モンテネグロ語、及びこれら各々の標準語）
- 西南スラヴ語群と東南スラヴ語群の遷移方言
  - セルボ・クロアチア語トルラク方言（セルビア語）
- 東南スラヴ語群
  - マケドニア語
  - ブルガリア語

## 南スラヴ語が公用語の国
（※国・地域によっては南スラヴ語以外の言語も公用語となっている場合があるが、以下では南スラヴ語のみを挙げる。）
- スロベニア - スロベニア語
- クロアチア - クロアチア語
- ボスニア・ヘルツェゴビナ - ボスニア語、セルビア語、クロアチア語
- モンテネグロ - モンテネグロ語（第一公用語）、セルビア語、ボスニア語、クロアチア語
- セルビア - セルビア語（ヴォイヴォディナ自治州ではクロアチア語も）
- コソボ - セルビア語
- 北マケドニア - マケドニア語
- ブルガリア - ブルガリア語

## 南スラヴ人と方言
- ブニェヴァツ人 - ブニェヴァツ語（英語版）
- ショカツ人 - ショカツ語（英語版）
- バナト・ブルガリア人 - バナト・ブルガリア語（英語版）
- ゴーラ人 - ゴーラ語